# Arthur Shadwell
Arthur Shadwell, född den 21 september 1854, död 1936, var en engelsk socialpolitiker.
Shadwell studerade medicin och avlade läkarexamen samt tjänstgjorde vid olika sjukhus i England på 1880-talet. Han ägnade sig sedermera åt sociala och industriella studier under vidsträckta resor. Hans främsta arbete är Industrial Efficiency (2 band, 1906; ny upplaga 1909), en jämförande framställning av industriliv och samhällsförhållanden i Storbritannien, Förenta staterna och Tyskland. Shadwell skrev dessutom bland annat Drink, temperance, and legislation (1902). Han var juris hedersdoktor vid Birminghams universitet.